# Abdelkader Bensalah
Abdelkader Bensalah ( em árabe: عبد القـادر بن صالح, Fellaoucene, 24 de novembro de 1941 — 22 de setembro de 2021) foi um político argelino que serviu como presidente do Conselho da Nação de 2002 a 2019 e presidente da Argélia em 2019. Assumiu o poder após a renúncia de Abdelaziz Bouteflika em abril de 2019. Bensalah deveria dirigir a Argélia por um período de noventa dias que uma nova eleição presidencial deveria ter sido realizada, mas acabou por permanecer no cargo durante vários meses até as eleições presidenciais de dezembro de 2019.

## Biografia
Abdelkader Bensalah nasceu em 24 de novembro de 1941 em Felaoussene, perto de Tremecém, então parte da Argélia Francesa. Depois de trabalhar em Beirute para dirigir o Centro Argelino de Informação e Cultura de 1970 a 1974, ele retornou à Argélia para trabalhar como jornalista no jornal estatal El Chaab por três anos, antes de ser eleito representante da província de Tremecém em 1977. Anos mais tarde, foi nomeado embaixador na Arábia Saudita, cargo que ocupou até 1993.
Como membro do Rally Democrático Nacional (RND), foi presidente do Conselho Nacional de Transição de 1994 a 1997 e da Assembléia Nacional do Povo de 1997 a 2002.
Desde julho de 2002, ele atuou como presidente do Conselho da Nação, a câmara alta do parlamento.  Ele substituiu Abdelaziz Bouteflika em alguns deveres presidenciais, como receber líderes estrangeiros na Argélia, durante a última parte do mandato do ex-presidente. Ele era um forte aliado do antecessor, apoiando sua quinta candidatura, mesmo durante os protestos argelinos de 2019.
Como previsto no artigo 102 da constituição argelina, ele se tornou chefe de Estado em exercício da Argélia no dia 9 de abril de 2019, sete dias após a renúncia de Abdelaziz Bouteflika. Seu mandato durou no máximo noventa dias, enquanto a eleição presidencial deveria ter sido realizada. Por lei, ele foi barrado desta eleição. Acabou por permanecer no cargo durante vários meses até às eleições presidenciais de dezembro de 2019.
Bensalah morreu em 22 de setembro de 2021.